# Pritchardia munroi
Espèce
Statut de conservation UICN

 CR A2ce, D : 
En danger critique
 (1998 - needs updating) 
Pritchardia munroi est une espèce de plantes de la famille des Arecaceae. Cette espèce est endémique d'Hawaï.

## Publication originale
- Memoirs of the Bernice Pauahi Bishop Museum.... 8: 62. 1921.